# 松田小百合
松田 小百合（まつだ さゆり、1981年8月3日 - ）は、日本の女性タレント。

## 人物・来歴
長崎県出身。長崎県立西陵高等学校、長崎国際大学卒業。
大学在学中の2002年、TBS『世界・ふしぎ発見!』のミステリーハンター一般公募に応募、石川紗彩と共にグランプリとなる。一般からミステリーハンターを募ったのはこれで2度目であるが、この2人は「ミステリーハンター出身の芸能人」という初めてのパターンになる。